# Игра с огъня
„Игра с огъня“ е български телевизионен филм (историко-революционна драма) от 1981 г.   на режисьора Рени Йончева, по сценарий на Славчо Трънски. Оператор е Яцек Тодоров. Музиката във филма е композирана от Митко Щерев. Художник - Руси Дундаков.

## Актьорски състав
| В главните роли               | Изпълнител          |
| ----------------------------- | ------------------- |
| Станчо, братът на Цанка       | Николай Николов     |
| Цанка, сестрата на Станчо     | Люба Малеволти      |
| майката                       | Виолета Гиндева     |
| бащата Петър Колимечков, ятак | Емил Джамджиев      |
| дядо Арсо                     | Сашо Симов          |
| бакалинът Кольо               | Антон Карастоянов   |
| партизанския командир Цветан  | Антон Радичев       |
| околийският началник          | Иван Несторов       |
| старшията Горан               | Иван Златарев       |
| попът                         | Цани Цанов          |
| горският                      | Кирил Кавадарков    |
| собственикът на стрелбището   | Николай Николаев    |
| синът на горския              | Орхан Корталов      |
| учителят                      | Иван Балсамаджиев   |
| селянинът                     | Димитър Манчев      |
|                               | Стойчо Попов        |
|                               | Любен Ценов         |
|                               | Кръстю Младенов     |
|                               | Иван Дамянов        |
|                               | Георги Старейшински |
|                               | Стефан Николаев     |